# Rudolf Hanak
Pour les articles homonymes, voir Hanak (homonymie).
Rudolf Hanak (en hongrois Rezső Hanák) est un entraîneur tchécoslovaque de football.

## Carrière
Il entraîne le FC Mulhouse en Division 2 en 1933-1934, puis l'AS Troyenne et Savinienne à partir de 1935.
Il est ensuite connu comme entraîneur de l'équipe de Slovaquie de football en 1939-1940.

## Bilan en équipe nationale
| Date            | Lieu     | Affiche               | Score | Compétition |
| --------------- | -------- | --------------------- | ----- | ----------- |
| 3 décembre 1939 | Chemnitz | Allemagne - Slovaquie | 3-1   | Amical      |
| 6 juin 1940     | Sofia    | Bulgarie - Slovaquie  | 1-4   | Amical      |